# Pont-sur-Sambre
Pour les articles homonymes, voir Pont (toponyme).
Pont-sur-Sambre est une commune française, située dans le département du Nord en région Hauts-de-France.

## Géographie

### Localisation

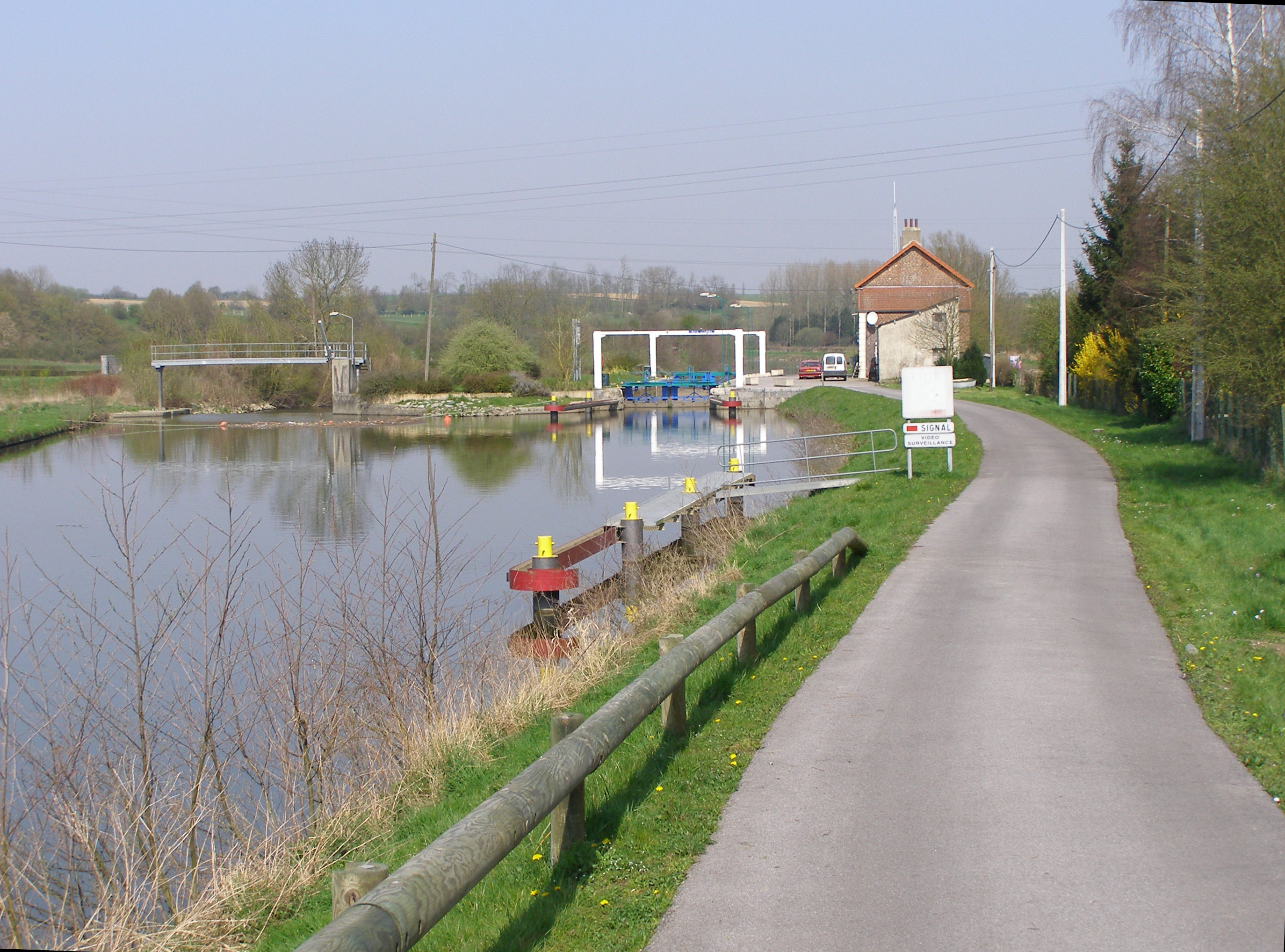
L'écluse sur la Sambre.

Situé au sud-est du département, à l'orée de la forêt de Mormal, Pont-sur-Sambre est un petit bourg de l'Avesnois. Il est situé à 30 km au sud-est de Valenciennes, 15 km au sud-ouest de Maubeuge et 15 km à l'ouest d'Avesnes-sur-Helpe.
Liaisons routières :
- vers Paris : RN 2 via Avesnes-sur-Helpe, Laon ou A2 via Valenciennes ;
- vers Lille : voie rapide et autoroute via Bavay, Valenciennes ;
- vers Bruxelles : via Maubeuge, Mons.

Trains au départ d'Aulnoye-Aymeries, à 3,5 km : directs vers Paris, Lille, Amsterdam.

### Communes limitrophes
|            | Hargnies         | Vieux-Mesnil Boussières-sur-Sambre |
| Locquignol | Pont-sur-Sambre  | Saint-Remy-du-Nord                 |
| Berlaimont | Aulnoye-Aymeries | Bachant                            |

### Hydrographie

#### Réseau hydrographique
La commune est située dans le bassin Artois-Picardie. Elle est drainée par la Sambrette, la Cité des Blancs Bois, le ruisseau de la Fosse, le ruisseau des Grandes haies et un autre petit cours d'eau,.
La Sambre canalisée est un canal, chenal et un cours d'eau naturel, d'une longueur de 101 km, qui prend sa source dans la commune de Rejet-de-Beaulieu, s'écoule vers le nord-est et franchit la frontière belge au droit de Jeumont. Les caractéristiques hydrologiques de la Sambre canalisée sont données par la station hydrologique située sur la commune. Le débit moyen journalier maximum est de 94,3 m3/s, atteint lors de la crue du 31 janvier 2021. Le débit instantané maximal est quant à lui de 95,6 m3/s, atteint le 1er février 2021.
La Sambrette, d'une longueur de 10 km, prend sa source dans la commune de Locquignol et se jette  dans la Sambre canalisée à Aulnoye-Aymeries, après avoir traversé quatre communes. 

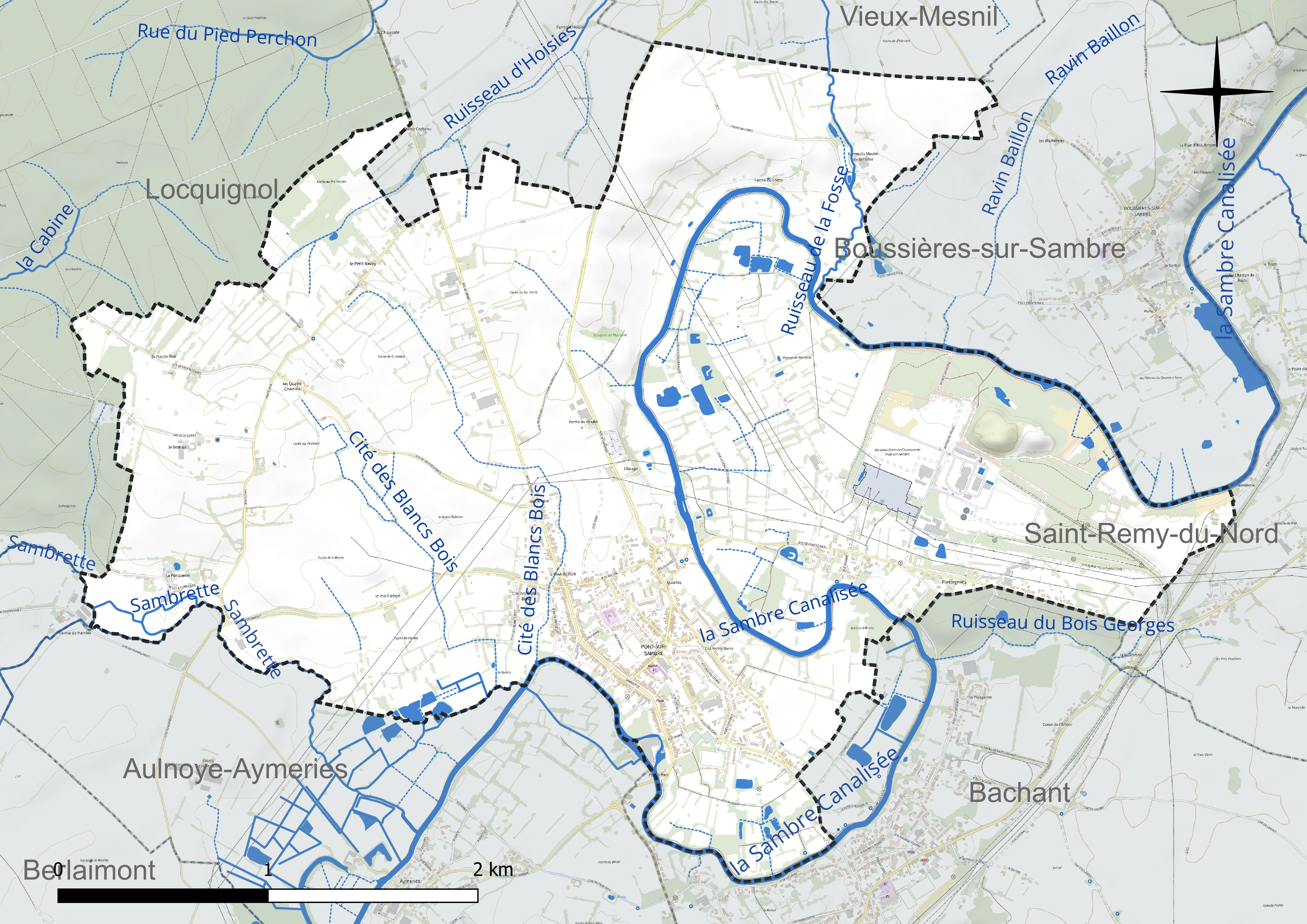
Réseau hydrographique de Pont-sur-Sambre.

#### Gestion et qualité des eaux
Le territoire communal est couvert par le schéma d'aménagement et de gestion des eaux (SAGE) « Sambre ». Ce document de planification concerne un territoire de 1 253 km2 de superficie, délimité par le bassin versant de la Sambre. Le périmètre a été arrêté le 1er novembre 2003 et le SAGE proprement dit a été approuvé le 21 septembre 2012, puis modifié le 18 août 2022. La structure porteuse de l'élaboration et de la mise en œuvre est le syndicat mixte du Parc naturel régional de l'Avesnois. 
La qualité des cours d'eau peut être consultée sur un site dédié géré par les agences de l'eau et l'Agence française pour la biodiversité. 

### Climat
Pour des articles plus généraux, voir Climat des Hauts-de-France et Climat du Nord.
En 2010, le climat de la commune est de type climat des marges montargnardes, selon une étude du CNRS s'appuyant sur une série de données couvrant la période 1971-2000. En 2020, Météo-France publie une typologie des climats de la France métropolitaine dans laquelle la commune est exposée à un climat océanique altéré et est dans la région climatique  Nord-est du bassin Parisien, caractérisée par un ensoleillement médiocre, une pluviométrie moyenne régulièrement répartie au cours de l'année et un hiver froid (3 °C). 
Pour la période 1971-2000, la température annuelle moyenne est de 10 °C, avec une amplitude thermique annuelle de 14,9 °C. Le cumul annuel moyen de précipitations est de 825 mm, avec 12,7 jours de précipitations en janvier et 10,1 jours en juillet. Pour la période 1991-2020, la température moyenne annuelle observée sur la station météorologique la plus proche, située sur la commune de Saint-Hilaire-sur-Helpe à 11 km à vol d'oiseau, est de 10,5 °C et le cumul annuel moyen de précipitations est de 802,4 mm,. Pour l'avenir, les paramètres climatiques de la commune estimés pour 2050 selon différents scénarios d'émission de gaz à effet de serre sont consultables sur un site dédié publié par Météo-France en novembre 2022.

## Urbanisme

### Typologie
Au 1er janvier 2024, Pont-sur-Sambre est catégorisée ceinture urbaine, selon la nouvelle grille communale de densité à sept niveaux définie par l'Insee en 2022.
Elle appartient à l'unité urbaine de Maubeuge (partie française), une agglomération internationale regroupant 22  communes, dont elle est une commune de la banlieue,,. Par ailleurs la commune fait partie de l'aire d'attraction de Maubeuge (partie française), dont elle est une commune de la couronne,. Cette aire, qui regroupe 65 communes, est catégorisée dans les aires de 50 000 à moins de 200 000 habitants,.

### Occupation des sols
L'occupation des sols de la commune, telle qu'elle ressort de la base de données européenne d'occupation biophysique des sols Corine Land Cover (CLC), est marquée par l'importance des territoires agricoles (81,6 % en 2018), une proportion identique à celle de 1990 (81,6 %). La répartition détaillée en 2018 est la suivante : 
prairies (51,2 %), terres arables (22,8 %), zones urbanisées (8,8 %), zones agricoles hétérogènes (7,6 %), forêts (5,1 %), zones industrielles ou commerciales et réseaux de communication (4,5 %). L'évolution de l'occupation des sols de la commune et de ses infrastructures peut être observée sur les différentes représentations cartographiques du territoire : la carte de Cassini (XVIIIe siècle), la carte d'état-major (1820-1866) et les cartes ou photos aériennes de l'IGN pour la période actuelle (1950 à aujourd'hui).

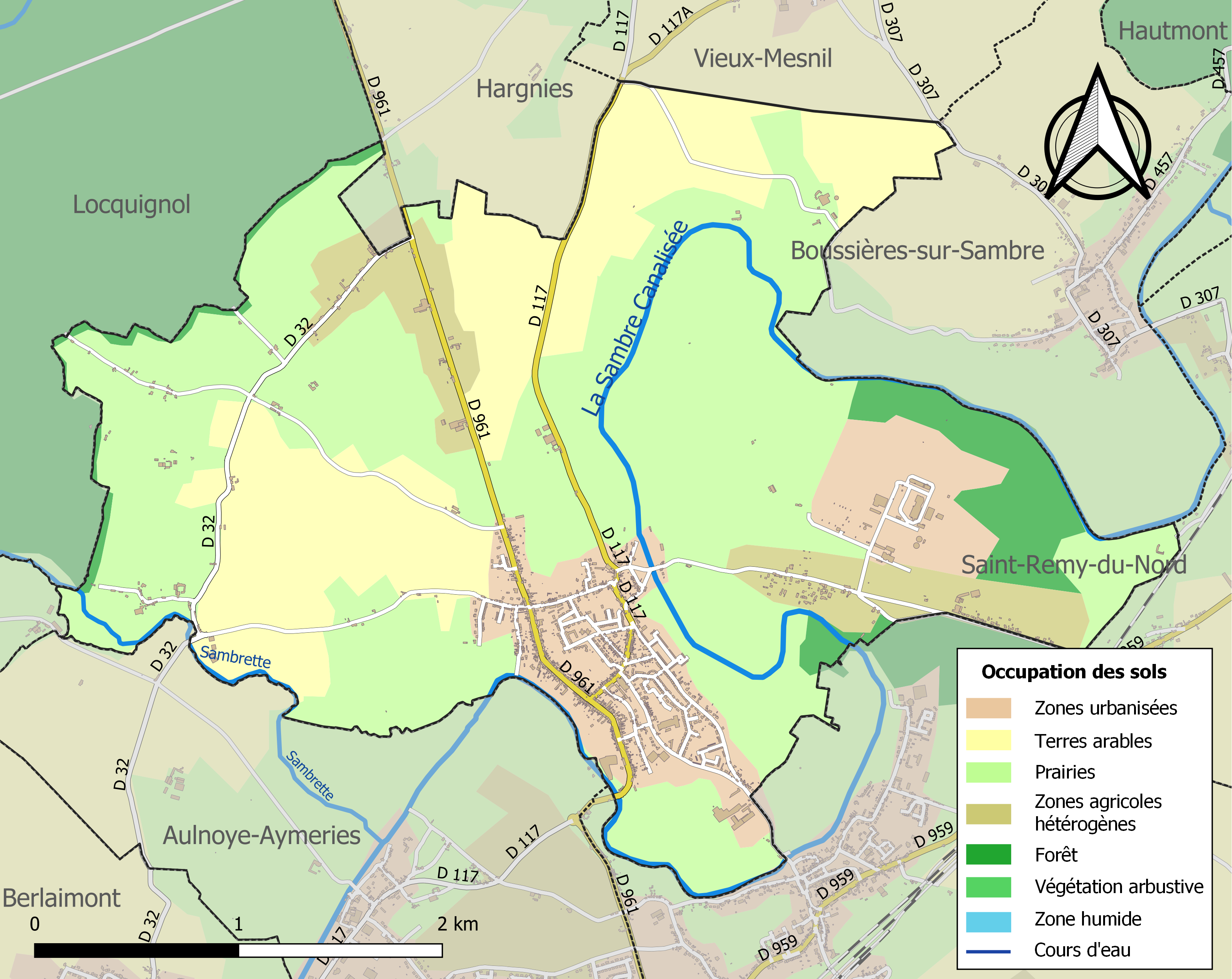
Carte des infrastructures et de l'occupation des sols de la commune en 2018 (CLC).

### Voies de communication et transports
La commune est desservie, en 2024, par la ligne 24 et du service de transport à la demande du réseau Stibus. Elle est également desservie par la ligne 978 du réseau interurbain Arc-en-Ciel 4.

## Toponymie
Locus-Quartensis, Ponte à la fin du XIe siècle. Pons au XIIe siècle et Pont-Quartes. Au XIXe siècle : Pont-Sur-Sambre[réf. nécessaire].

## Histoire
À l'origine, on pense qu'une piste gauloise qui joignait Houdain à Étrœungt franchissait la Sambre à cet endroit. Plus tard, les romains utilisèrent cette même piste pour leur voie allant de Bavay à Reims et le pont permettait à cet endroit de traverser la Sambre. Le quatrième milliaire qui y était borné donna son nom au hameau de Quartes. C'est ainsi que naquirent Pont et Quartes dont l'union donna Pont sur Sambre. Quartes, Hameau de Pont-sur-Sambre, est une station romaine qui figure sur l'Itinéraire d'Antonin IVe siècle, sous le nom de Locus Quartensis de la Notitia Dignitatum. Le temple païen fut alors remplacé par une église.
Le socle du 4e milliaire, qui donna son nom au hameau de Quartes, y fut retrouvé sur la voie romaine de Bavay à Reims par Dom Bévy en 1777 ; plus récemment deux fragments de statues représentant Hercule et Minerve furent découverts et figurent au Musée de la Société d'Archéologie d'Avesnes.
L'église bâtie sur l'emplacement d'un temple païen remonte au XVIIe siècle. Au centre du village existe un beffroi qui remonte au XVIIe siècle et qu'on appelle Tour du Guet.
En 1246, Pont-sur-Sambre appartenait aux seigneurs d'Avesnes et comte de Beaumont. Par la suite, le village changea de maîtres : le comte de Luxembourg, René d'Anjou, Nicolas de Rolin, Claude-Henri de Rocca et Pierre Bady seigneur d'Aymeries, en furent successivement les principaux propriétaires.
Au XVIIe siècle, François d'Espiennes est seigneur de la Porquerie, hameau de POnt-sur-Sambre. Son fils Aimerie-François est seigneur de Saint-Remy-du-Nord et membre du magistrat (ancêtre du conseil municipal) de Valenciennes.
À la fin de la Première Guerre mondiale, en novembre 1918, la commune fut libérée par la 62e division de l'armée britannique juste avant l'entrée en vigueur de l'Armistice.

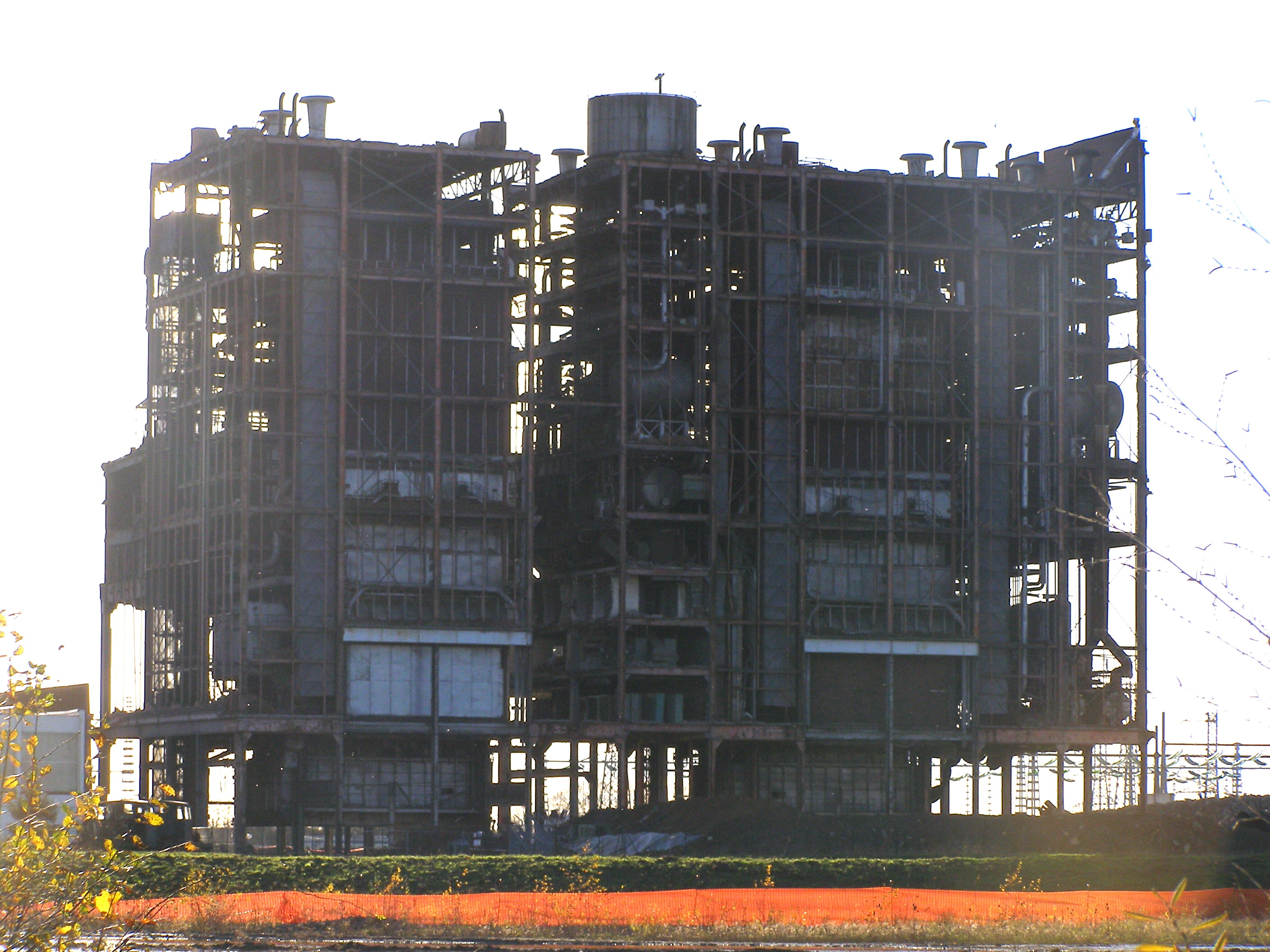
Ancienne centrale EDF.

Au début des années 1960, la construction de la centrale thermique au charbon (aujourd'hui détruite, mais qui a laissé un important crassier de cendres de charbon polluées, dans lequel une colonie d'hirondelles de rivage s'était installée), fit prospérer la commune. La centrale ferma en avril 1998.
Le 3 août 2008, le trajet d'une tornade démarre à Pont-sur-Sambre.
Une centrale à cycle combiné gaz   fonctionne sur la  commune: mise en service par Poweo en 2009, la centrale appartient depuis 2018 au groupe Total.
Une centrale solaire photovoltaïque dotée de vingt-deux-mille panneaux solaires est mise en service en décembre 2020,.

## Politique et administration

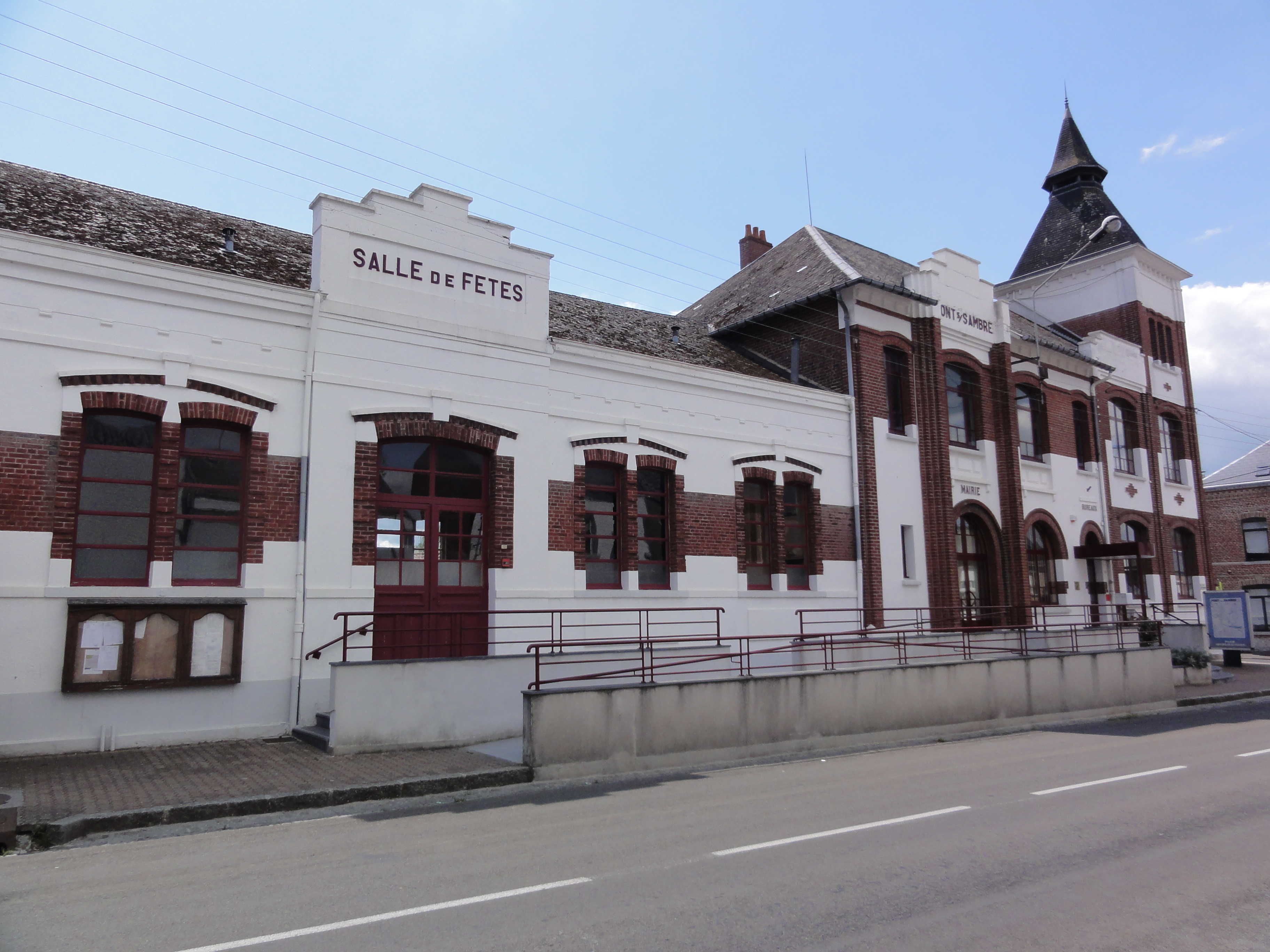
La mairie et la salle de fêtes

### Rattachements administratifs et électoraux
La commune se trouve dans l'arrondissement d'Avesnes-sur-Helpe du département du Nord. Pour l'élection des députés, elle fait partie depuis 2012 de la douzième circonscription du Nord.
Elle faisait partie depuis 1793 du canton de Berlaimont. Dans le cadre du redécoupage cantonal de 2014 en France, elle est désormais intégrée au canton d'Aulnoye-Aymeries.

### Intercommunalité
La commune est membre de la communauté d'agglomération Maubeuge Val de Sambre, créée fin 1995 et qui succédait au syndicat Intercommunal de la Sambre institué au début des années 1960.

## Population et société

### Démographie

#### Évolution démographique
L'évolution du nombre d'habitants est connue à travers les recensements de la population effectués dans la commune depuis 1793. Pour les communes de moins de 10 000 habitants, une enquête de recensement portant sur toute la population est réalisée tous les cinq ans, les populations de référence des années intermédiaires étant quant à elles estimées par interpolation ou extrapolation. Pour la commune, le premier recensement exhaustif entrant dans le cadre du nouveau dispositif a été réalisé en 2005.

En 2022, la commune comptait 2 387 habitants, en évolution de −6,1 % par rapport à 2016 (Nord : +0,51 %, France hors Mayotte : +2,11 %).
| 1793 | 1800 | 1806 | 1821 | 1831  | 1836  | 1841  | 1846  | 1851  |
| ---- | ---- | ---- | ---- | ----- | ----- | ----- | ----- | ----- |
| 911  | 779  | 845  | 931  | 1 159 | 1 212 | 1 259 | 1 320 | 1 310 |

| 1856  | 1861  | 1866  | 1872  | 1876  | 1881  | 1886  | 1891  | 1896  |
| ----- | ----- | ----- | ----- | ----- | ----- | ----- | ----- | ----- |
| 1 326 | 1 435 | 1 502 | 1 518 | 1 503 | 1 443 | 1 519 | 1 632 | 1 811 |

| 1901  | 1906  | 1911  | 1921  | 1926  | 1931  | 1936  | 1946  | 1954  |
| ----- | ----- | ----- | ----- | ----- | ----- | ----- | ----- | ----- |
| 1 887 | 1 912 | 1 885 | 1 872 | 1 989 | 1 998 | 1 970 | 2 144 | 2 026 |

| 1962  | 1968  | 1975  | 1982  | 1990  | 1999  | 2005  | 2006  | 2010  |
| ----- | ----- | ----- | ----- | ----- | ----- | ----- | ----- | ----- |
| 2 700 | 2 716 | 2 749 | 2 595 | 2 443 | 2 564 | 2 599 | 2 622 | 2 586 |

| 2015  | 2020  | 2022  | - | - | - | - | - | - |
| ----- | ----- | ----- | - | - | - | - | - | - |
| 2 539 | 2 434 | 2 387 | - | - | - | - | - | - |

#### Pyramide des âges
La population de la commune est relativement jeune.
En 2018, le taux de personnes d'un âge inférieur à 30 ans s'élève à 36,9 %, soit en dessous de la moyenne départementale (39,5 %). À l'inverse, le taux de personnes d'âge supérieur à 60 ans est de 24,8 % la même année, alors qu'il est de 22,5 % au niveau départemental.
En 2018, la commune comptait 1 192 hommes pour 1 313 femmes, soit un taux de 52,42 % de femmes, légèrement supérieur au taux départemental (51,77 %).
Les pyramides des âges de la commune et du département s'établissent comme suit.
| Hommes | Classe d’âge | Femmes |
| ------ | ------------ | ------ |
| 0,4    | 90 ou +      | 0,4    |
| 5,2    | 75-89 ans    | 9,1    |
| 17,5   | 60-74 ans    | 16,9   |
| 19,0   | 45-59 ans    | 20,1   |
| 18,7   | 30-44 ans    | 18,6   |
| 19,8   | 15-29 ans    | 17,8   |
| 19,3   | 0-14 ans     | 17,2   |

| Hommes | Classe d’âge | Femmes |
| ------ | ------------ | ------ |
| 0,5    | 90 ou +      | 1,4    |
| 5,3    | 75-89 ans    | 8,1    |
| 14,8   | 60-74 ans    | 16,2   |
| 19,1   | 45-59 ans    | 18,4   |
| 19,5   | 30-44 ans    | 18,7   |
| 20,7   | 15-29 ans    | 19,1   |
| 20,2   | 0-14 ans     | 18     |

### Sports
- ImproDanse by Alicia ROTA BULO (successeur de l'École du Ballet d'Art Classique et Jazz, dont la Compagnie a fini Championne Européenne en 1998 à Rome).
- École de Danse "rythme et révérence".
- Association Endurance pontoise (athlétisme).
- Association Les sambriennes (gymnastique).

## Économie

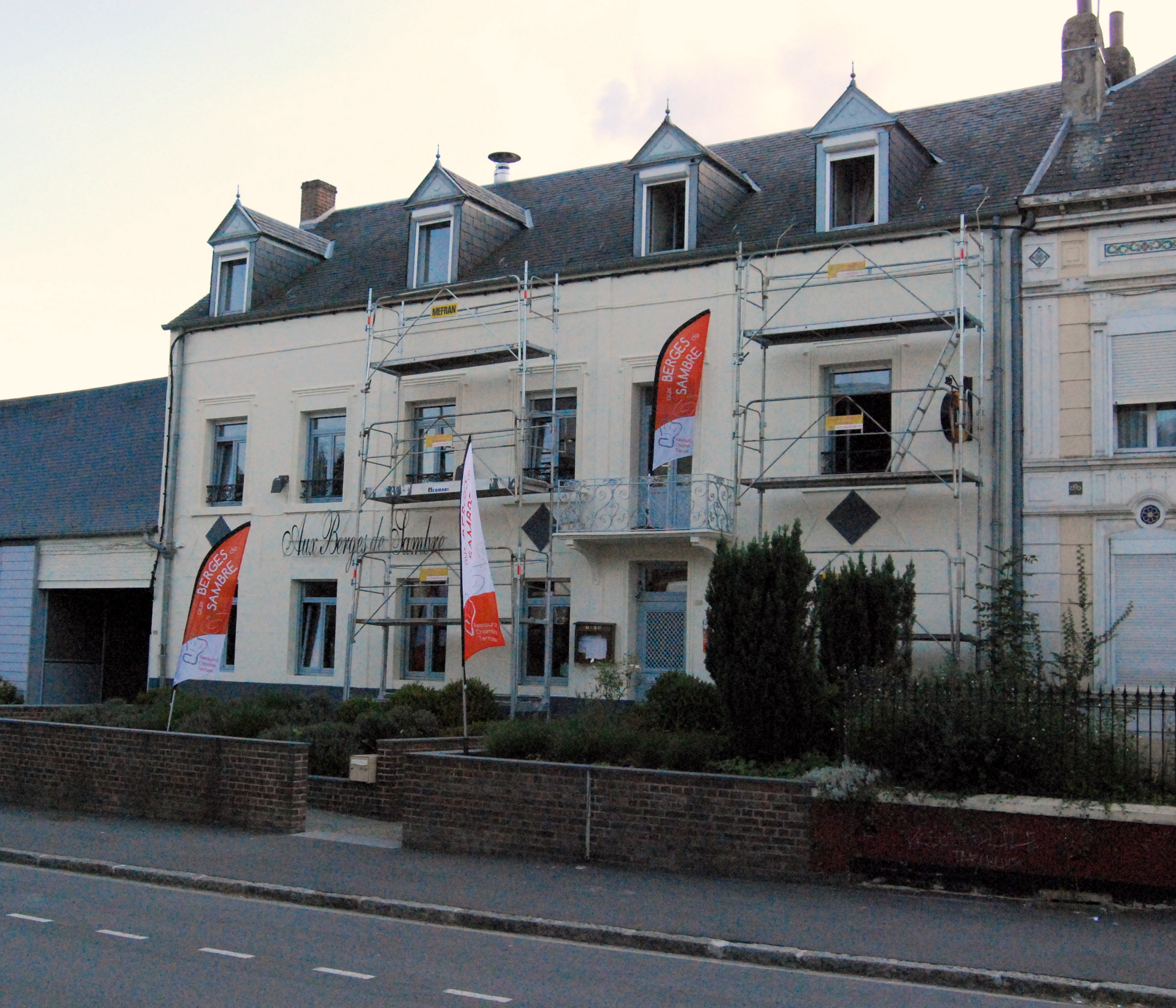
Ancienne brasserie, maison natale du peintre Félix Del Marle.

Depuis la fermeture de l'ancienne centrale électrique EDF en 1996, le village s'est tourné vers le tourisme, avec, par exemple, l'ouverture d'une auberge de campagne sur le site de l'ancienne brasserie, lieu de naissance du peintre Félix Del Marle (1889-1952), qui est complétée par des chambres d'hôtes, un gîte équestre, deux restaurants gastronomiques et un centre de bien-être.
Siemens a construit en 2007-2009 à proximité de l'ancien site EDF une centrale au gaz à cycle combiné de 412 MW, exploitée par Poweo Pont sur Sambre. Poweo Pont sur Sambre est une filiale à 100 % de PoweoProduction, qui est elle-même détenue à 60 % par Poweo SA et 40 % par Verbund, l'opérateur national autrichien pour l'électricité[réf. nécessaire]. C'est la première centrale de ce type installée en France[réf. nécessaire]. Après un passage dans le giron du groupe KKR, la centrale est finalement rachetée par le groupe Total en septembre 2018.
La société des ateliers mécaniques de Pont-sur-Sambre, qui est en 2009 la seule entreprise produisant des bombes pour avions du complexe militaro-industriel français, à son usine sur le territoire de la commune et emploie une vingtaine de personnes[réf. nécessaire].

## Culture locale et patrimoine

### Lieux et monuments
- La Tour du Guet

Symbole de Pont-sur-Sambre, ce bâtiment de 4 mètres de côté et de 18 mètres de haut reste une énigme pour les pontois. Construite probablement au XVIIe siècle, on pense qu'elle servait au guet. Classée monument historique, elle abrite une cloche datée de 1660 qui provient du collège des oratoriens de Thuin en Belgique.
- L'église

L'église, dont l'existence est mentionnée depuis 1125 dans une charte du chapitre de l'église Saint-Géry de Cambrai, est dédiée à Notre-Dame de Quartes et un pèlerinage a lieu tous les lundis de Pentecôte (guérison de la fièvre de quarte). On distingue trois parties dans l'architecture : Le clocher qui date de 1783, la nef du XVe et le chœur vers 1600.
- Le cimetière militaire britannique situé dans le cimetière communal

- Le mémorial du 2 septembre 1944
- Chapelles
- Ancienne brasserie, lieu de naissance du peintre Félix Del Marle (1889-1952)

- Le musée de la maison de pays,inauguré en 1989.

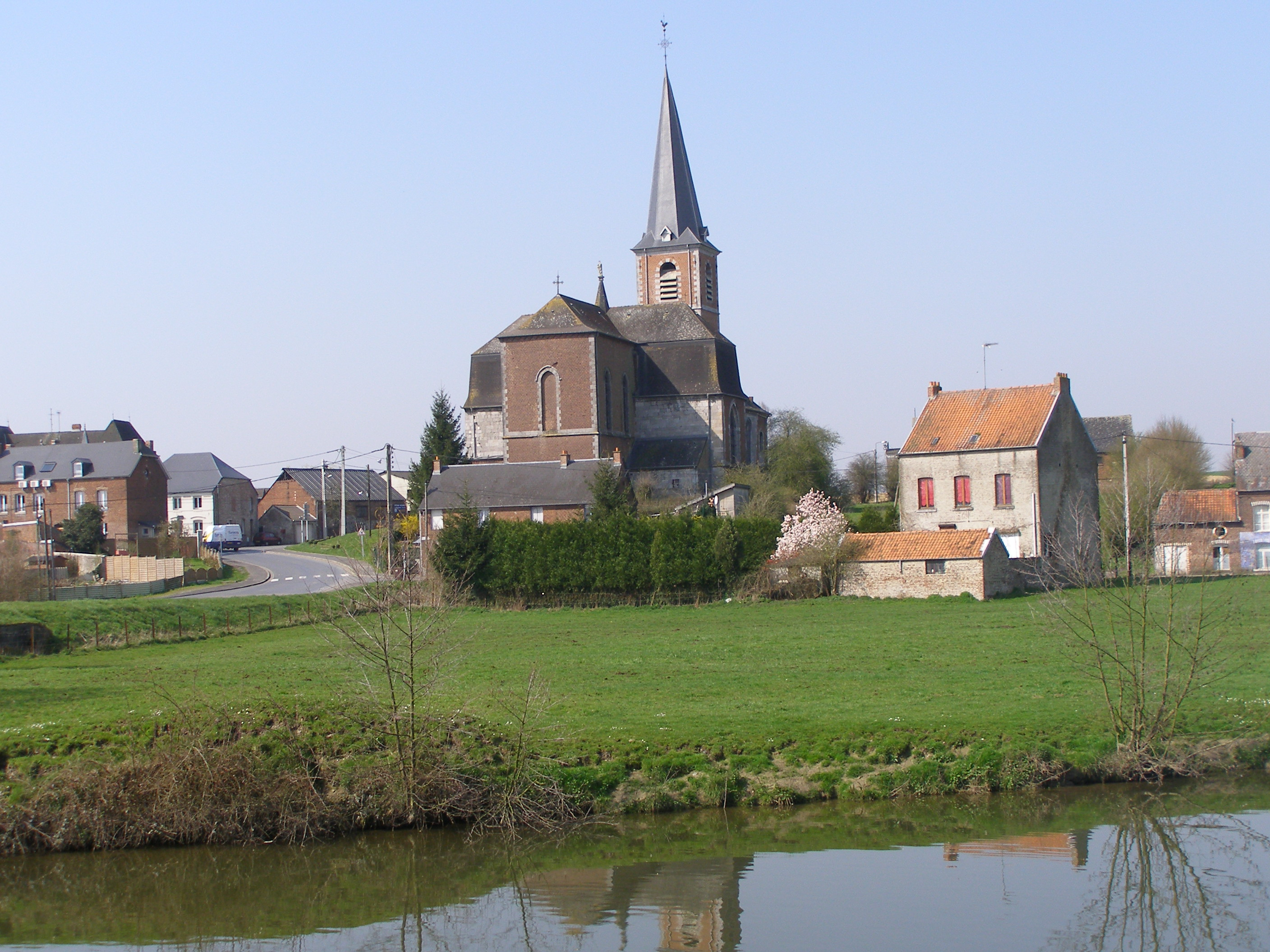
L'église.
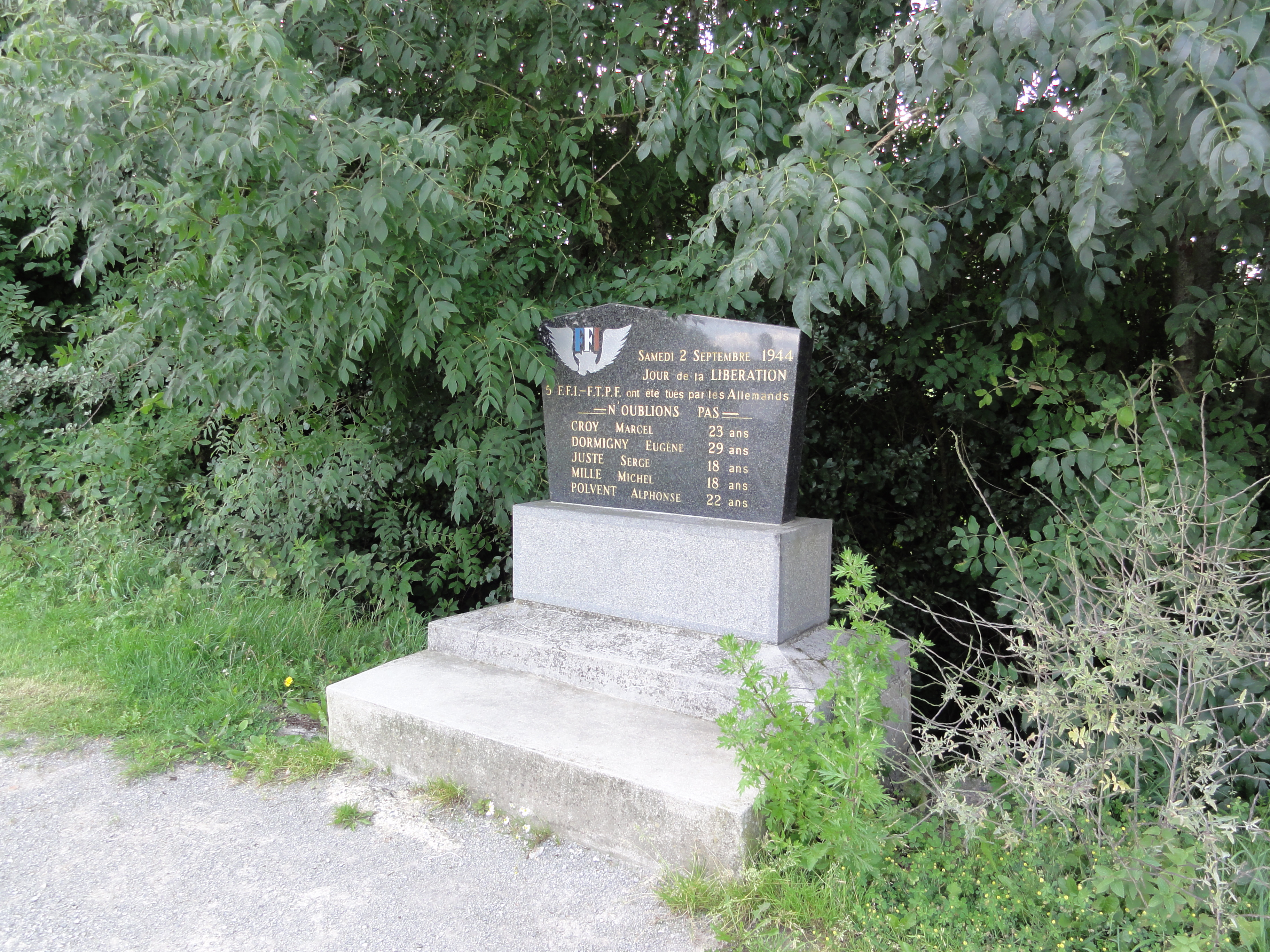
Mémorial du 2 septembre 1944
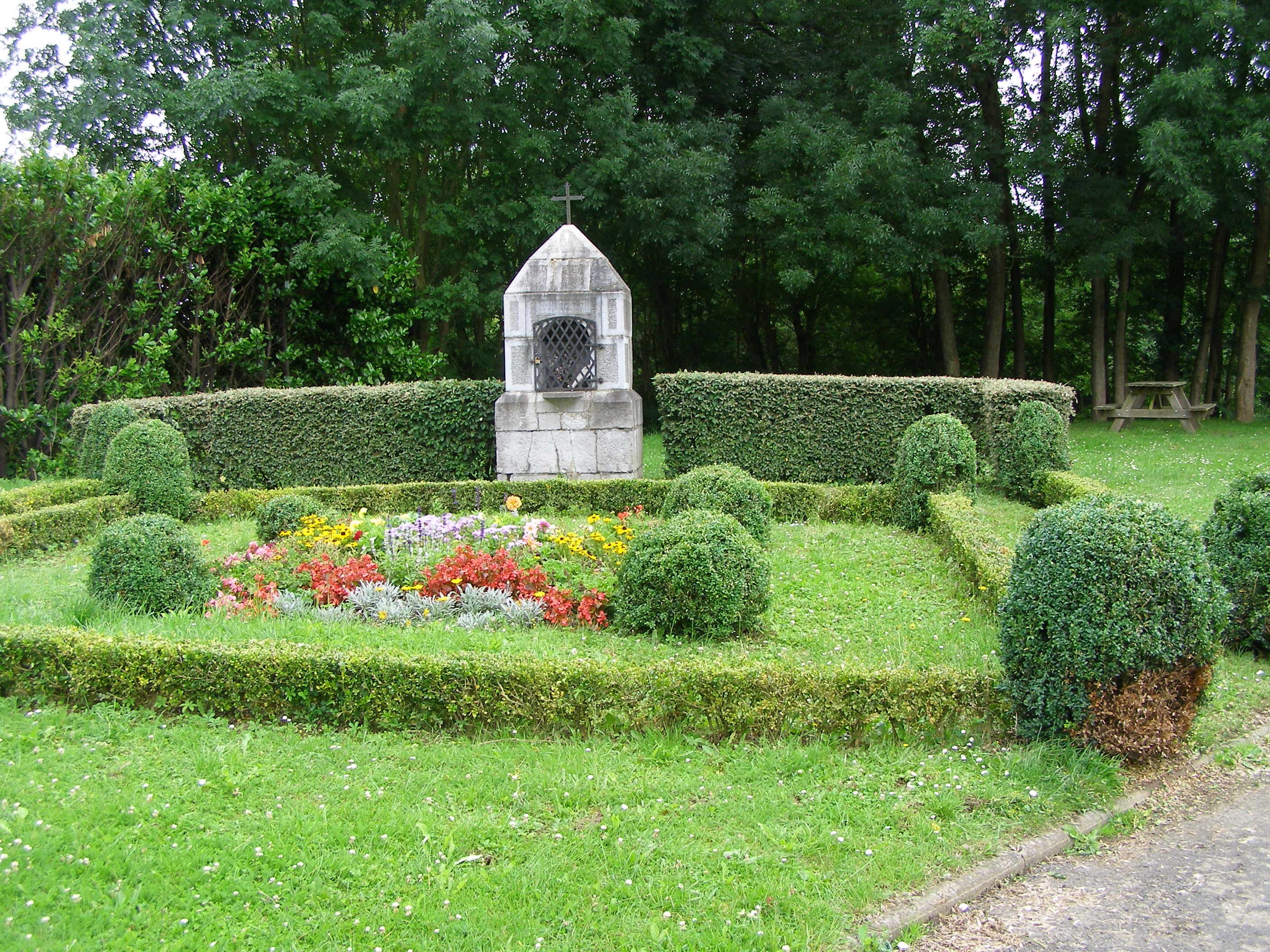
Chapelle Notre Dame de BonSecours.
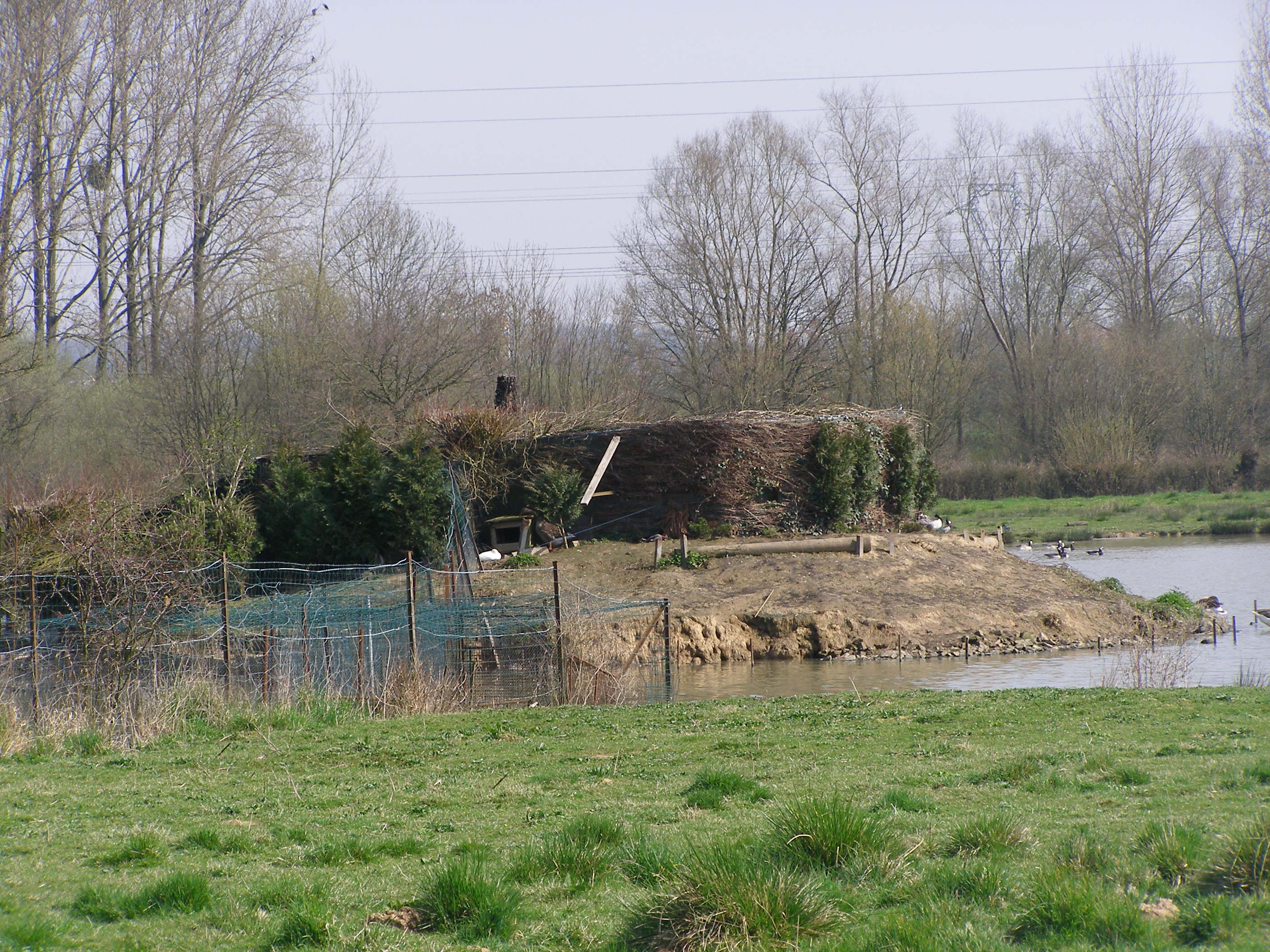
Hutte pour la chasse au bord de la Sambre.
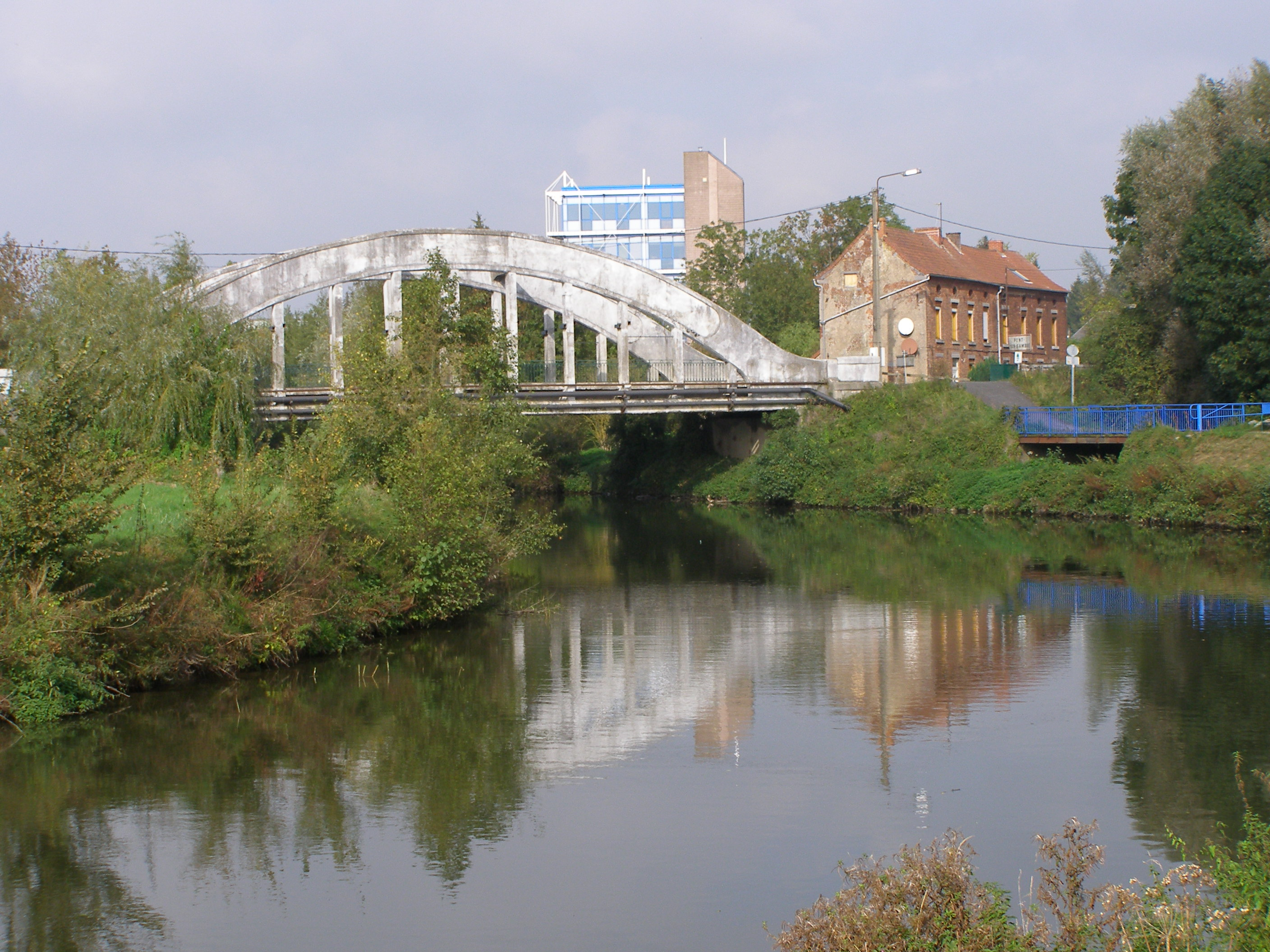
Pont de ciment sur la Sambre.
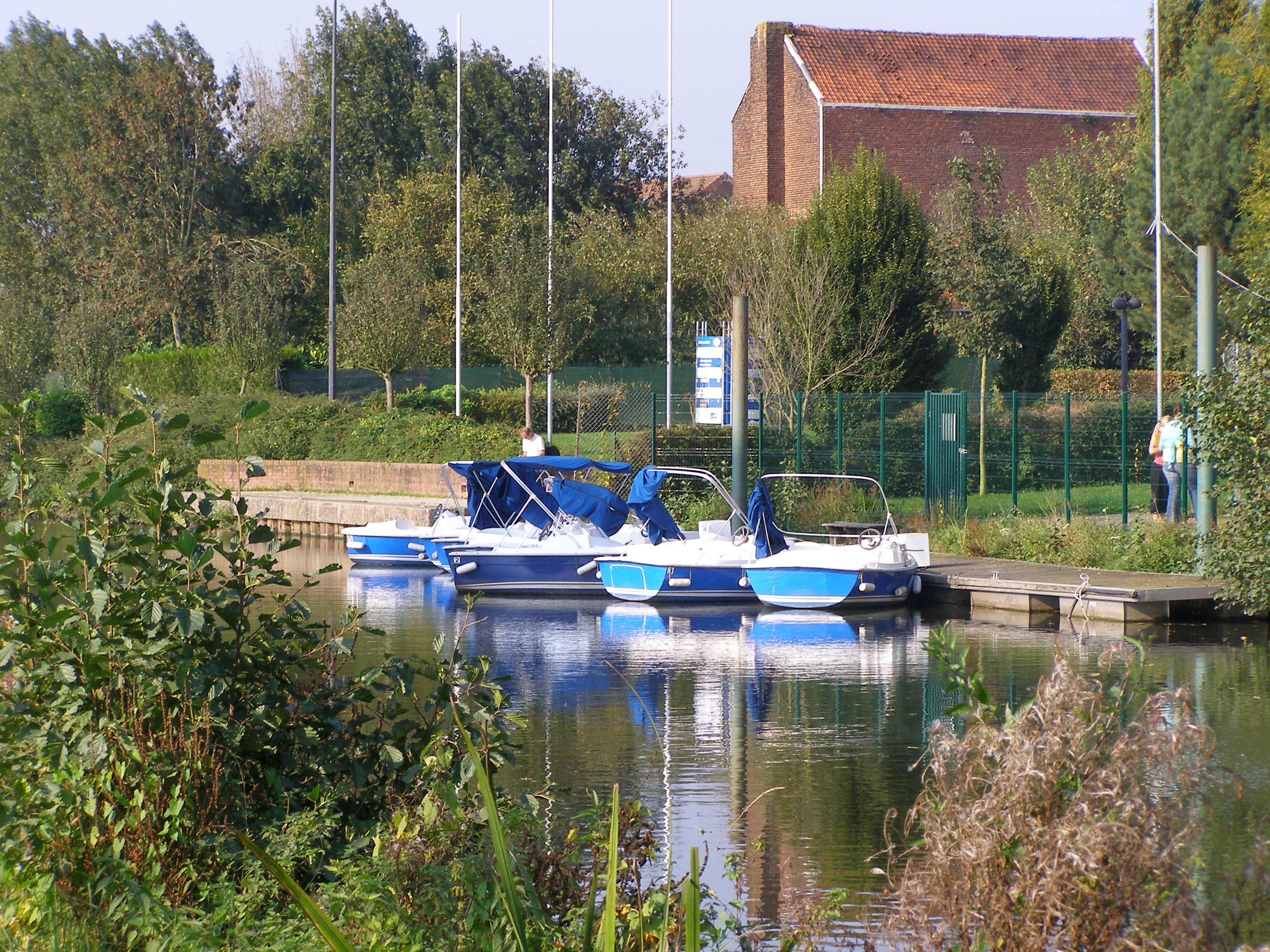
Bateaux électriques sur la Sambre.

### Personnalités liées à la commune
- Félix Del Marle (1889-1952), peintre (art moderne), habita la commune.
- Maguy Fred, de son nom civil Alfreda Soriaux (1905-1934), chanteuse française, est née à Pont-sur-Sambre.
- Robert Louis Stevenson, cite son passage à Pont et Quartes dans son ouvrage « An Inland Voyage » (London - Chatto & Windus 1919), d'où le nom donné à l'école primaire de la commune.

### Héraldique
| Blason de Pont-sur-Sambre | Les armes de Pont-sur-Sambre se blasonnent ainsi : D'azur au lion d'or tenant en ses pattes une clef d'argent, le panneton en haut et à dextre. |

## Pour approfondir